# Dušan Lukášik
Dušan Lukášik (Ružomberok, 28 maggio 1932 – Ružomberok, 3 settembre 2010) è stato un cestista e allenatore di pallacanestro cecoslovacco.
Era il fratello di Boris Lukášik.

## Carriera
Con la Cecoslovacchia ha disputato i Campionati europei del 1959 e i Giochi olimpici di Roma 1960.

## Palmarès

### Giocatore
- Campionato cecoslovacco: 1

Iskra Svit: 1960-61